# WBZ (Sender)
WBZ ist ein Hörfunksender aus Boston, Massachusetts mit einem Nachrichtenprogramm. Die Station gehört zum Netzwerk von CBS Radio und ist eine Clear-Channel-Station. Das Programm wird auch in HD Radio ausgestrahlt. Die Studios befinden sich im Bostoner Stadtteil Allston, der Sendemast steht in Hull, Massachusetts. WBZ ist ein „designated Primary Entry Point“ (PEP) für das US-amerikanische Emergency Alert System (EAS).

## Geschichte
WBZ wurde am 15. September 1921 als eine der ersten Stationen in den USA lizenziert und sendete ursprünglich aus Springfield. Am 1. Januar 1927 wurde WBZ Teil des neugegründeten NBC Blue Network. 1931 zog der Sender nach Boston um. WBZ ist der älteste Radiosender Neuenglands und einer der ältesten der Vereinigten Staaten.

## Hörfunksender
WBZ sendet auf 1030 kHz Tag und Nacht mit einer Leistung von 50 kW.

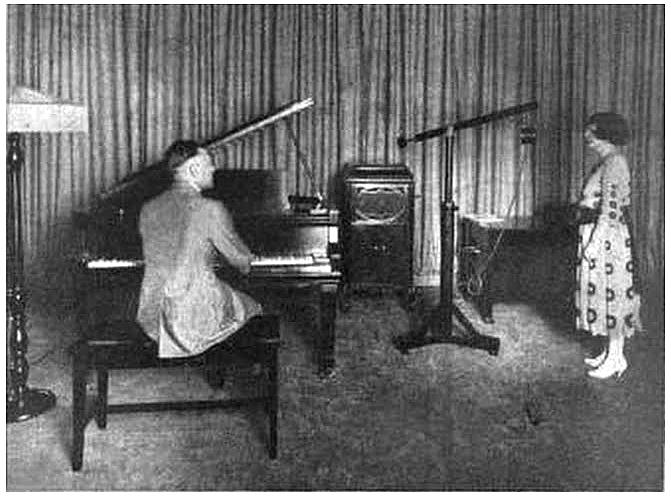
WBZ Studio in Springfield, 1922

## Auszeichnungen
WBZ erhielt fünfmal den NAB Marconi Radio Award. WBZ NewsRadio gewann den Preis erstmals 1995 und nochmals 1998, zuletzt im Jahr 2013. 1999 wurde der Sender als bester im Bereich News/Talk/Sports ausgezeichnet. 2010 wurde er zur „Legendary Station of the Year“ auserkoren, ein Preis, den jede Station nur einmal erhalten kann.